# Supercopa de Catalunya de futbol de 2014
La Supercopa de Catalunya de futbol 2014 és la 1a edició de la Supercopa de Catalunya, una competició futbolística que enfronta els dos millors equips catalans de la lliga espanyola.
En aquest cas, es va disputar a partit únic el 29 d'octubre de 2014, entre el FC Barcelona i el RCD Espanyol.

## Detalls dels partit
| FC Barcelona                                   | 1–1 | RCD Espanyol                                     |
| ---------------------------------------------- | --- | ------------------------------------------------ |
| Piqué 15'                                      |     | Arbilla 51'                                      |
| Tanda de penals                                |     |                                                  |
| Xavi · Sandro · Grimaldo · Halilović · Rakitić | 4–2 | Víctor Sánchez · Arbilla · Abraham · Joan Jordán |

| Barcelona | Espanyol |

| PO           | Masip             |
| LD           | Adriano 73'       |
| C            | Piqué 45'         |
| C            | Marc Bartra       |
| LE           | Jordi Alba 45'    |
| ID           | Sergi Roberto 62' |
| PV           | Sergi Samper 76'  |
| IE           | Rafinha 62'       |
| ED           | Pedro 45'         |
| DC           | Munir             |
| EE           | Suárez            |
| Banqueta:    |                   |
|              | Ié 45'            |
|              | Montoya 45'       |
|              | Adama 45'         |
|              | Sandro 45'        |
|              | Xavi 62'          |
|              | Rakitić 62'       |
|              | Grimaldo 73'      |
|              | Halilović 76'     |
| Entrenador:  |                   |
| Luis Enrique |                   |

| PO              | Pau López            |
| LD              | Arbilla              |
| C               | Raúl Rodríguez       |
| C               | Bailly               |
| LE              | Clerc 45'            |
| MIG             | Pol Llonch 45'       |
| MIG             | Mattioni 45'         |
| MIG             | Víctor Álvarez 45'   |
| MIG             | Álex Fernández 45'   |
| MIG             | Salva Sevilla 45'    |
| DC              | Jairo Morillas 83'   |
| Banqueta:       |                      |
|                 | Víctor Sánchez 45'   |
|                 | Duarte 45'           |
|                 | Abraham 45'          |
|                 | Joan Jordán 45'      |
|                 | Julián Luque 45'     |
|                 | Mamadou Sylla 45'    |
|                 | Héctor Rodríguez 83' |
| Entrenador:     |                      |
| Sergio González |                      |